# 急速耐藥性
急速耐藥性（Tachyphylaxis，源於希臘文，ταχύς/tachys「急速」，φύλαξις/phylaxis「保護」）為醫學術語，指用藥後反應突然急性減弱，包含短期內發作的耐藥性。急速耐藥性可能在初次用藥時發生，也可能在使用多次小劑量後才出現。增加用藥劑量，或暫停用藥使人體休息，都可能解除急速耐藥性，恢復原本的用藥反應。例如麻黃鹼（Ephedrine）能活化交感神經末梢，使其釋放正腎上腺素提高血壓，但過量麻黃鹼會耗盡交感神經末梢的未活化受體，使效果消失。

## 特性
用藥反應取決於當下的藥物反應速率，高濃度、長時間的藥物刺激，或是重複的刺激，都可能造成藥物受體去敏感化（Desensitization），進而產生急速耐藥性。

### 分子交互作用
急速耐藥性表現出藥物反應的速率敏感性（Rate sensitivity）。藥物反應產生生理作用，通常需要藥物（刺激分子）結合大分子A（配體受體、G蛋白受體、激酶等等），形成大分子B，藉此活化或抑制下游反應。示意如下：
{\displaystyle A{\xrightarrow {\ \ p\ \ }}B}
其中p為此反應的活化速率係數（Activation rate coefficient），通常被稱為速率常數（Rate constant），然而p其實會受藥物刺激的濃度影響，所以p應為變數。
更完整的開放反應系統示意如下：
{\displaystyle R{\xrightarrow {}}A{\xrightarrow {\ \ p(S)\ \ }}B{\xrightarrow {\ \ q\ \ }},}
R代表大分子A的生成速率。p(S)為活化速率係數，明顯取決於刺激濃度S。q為移除速率係數，表示大分子B被分解掉的速率。若系統處於穩定狀態，則B濃度必等於R/q。必須注意B被分解後的去向，有可能只是單純去活化，變回大分子A。
以上純為速率敏感現象的必要條件。內分泌、生理與藥理方面都有近一步的案例可循。由此可見，若大分子B被分解速率太低，而大分子A不足，便是急性耐藥性的成因之一。